# おひつじ座デルタ星
おひつじ座δ星は、おひつじ座の恒星で4等星。K型の巨星で、わずかな変光が観測されているが、真に変光星であるかは定かではない。

## 名称
学名はδ Arietis（略称はδ Ari）である。固有名のボテイン (Botein) は、アラビアの28月宿の第2宿である al-buṯain に由来する。これは元々δ星、ε星、ρ星の3つの星から成り、アラビア語で「小さなお腹」という意味である。これが後にδ星の名前として使われるようになったものである。2016年9月12日に国際天文学連合の恒星の命名に関するワーキンググループ (Working Group on Star Names, WGSN) は、Botein をおひつじ座δ星の固有名として承認した。